# Druifkruid
Druifkruid (Dysphania botrys, synoniem: Chenopodium botrys, Ambrina botrys  (L.) Moq. ) is een eenjarige plant uit de amarantenfamilie (Amaranthaceae). De plant heeft een sterke terpentijnachtige geur. Druifkruid komt van nature voor in Zuidwest-Azië, Amerika en in het Middellandse Zeegebied. Verder komt de soort nu ook voor in Midden-Europa.
De plant kan 10–50 cm hoog worden. De grootste bladeren zijn zelden langer dan 3 cm. De bladrand is onregelmatig bochtig gelobd met brede, stompe slippen. Alleen aan de onderzijde zitten klierharen.
De bloemen van druifkruid zitten in bloemkluwens, die veel langer dan breed zijn, aan onbebladerde aren of pluimen. De bloem is groenachtig met bloemdekbladen, die ook later groen blijven en waarvan de toppen niet over de vrucht buigen. De bloeitijd is van juli tot in oktober.
De vrucht is een eenzadig nootje.

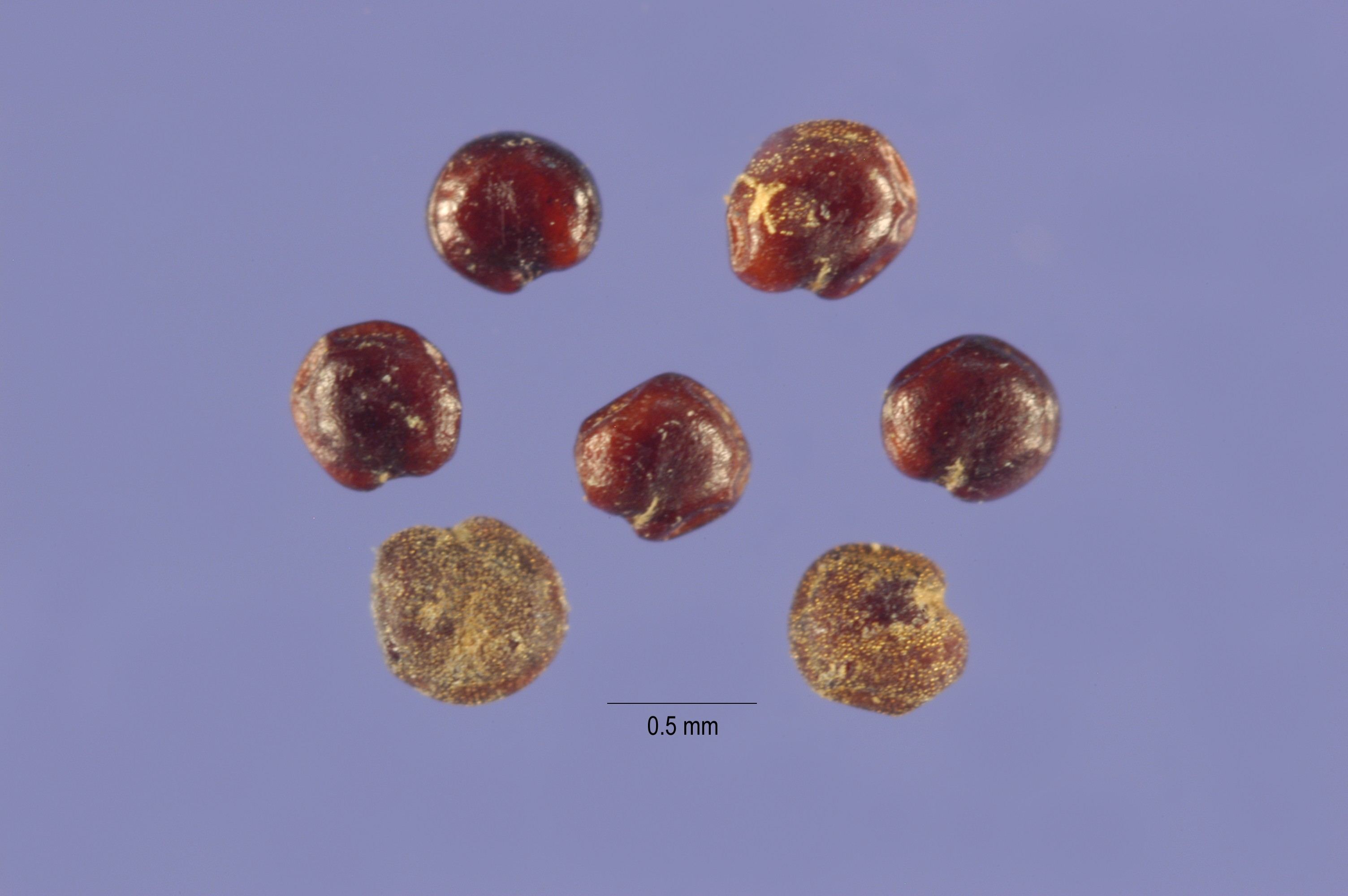
Zaden

In Nederland komt druifkruid zeldzaam voor op rivierstrandjes en droge, stenige grond zoals spoorwegterreinen.

## Namen in andere talen
- Duits: Klebriger Gänsefuß
- Engels: Jerusalem Oak Goosefoot, Feathered Geranium
- Frans: Chénopode botrys

| Mediabestanden Commons heeft media  bestanden in de categorie Dysphania botrys . |